# Назарян Карен Аршакович
Каре́н Арша́кович Назаря́н (вірм. Կարեն Արշակի Նազարյան; нар. 29 листопада 1966, Єреван, Вірменська РСР) — вірменський дипломат. Постійні представники Вірменії при Організації Об'єднаних Націй (2009—2014).

## Життєпис
Народився 29 листопада 1966 року в Єревані. Здобув ступінь магістра сходознавства в Єреванському державному університеті у Вірменії, а згодом — ступінь магістра зовнішньої політики в Дипломатичній академії Москви.
Приєднавшись до Міністерства закордонних справ Вірменії у 1991 році, він працював у його Військово-політичному управлінні до 1992 року, а до 1994 року перебував на дипломатичній посаді в Російській Федерації. Пан Назарян був головою кабінету міністра закордонних справ з 1994 по 1996 рік. З 1996 року обіймав посаду постійного представника при ООН та інших міжнародних організаціях у Женеві, Швейцарія. Був радником міністра закордонних справ у 2002—2005 роках. У 2005—2009 рр. — Надзвичайний і Повноважний Посол Вірменії в Ірані. 10 вересня 2009 року — вручив вірчі грамоти Генеральному секретарю ООН Пан Гі Муну.
З 2014 року — заступник Міністра закордонних справ Вірменії.